# Glenea regina
Glenea regina là một loài bọ cánh cứng trong họ Cerambycidae.